# Nationaal park Noord-Pindos
Nationaal park Noord-Pindos (Grieks: Εθνικό Πάρκο Βόρειας Πίνδου, Ethnikó Párko Bóreias Píndou) is een nationaal park in het Pindosgebergte in het noordwesten van Griekenland, meer bepaald in de departementen Ioannina en Grevena. Het park werd opgericht in 2005 en is met een oppervlakte van 1969,47 km² het grootste nationaal park op het Griekse vasteland. Twee eerder gestichte Griekse nationale parken (nationaal park Pindos (Valia Kalda), opgericht in 1966, en nationaal park Vikos-Aoös, opgericht in 1973) zijn in 2005 opgegaan in dit nieuwe, grotere nationaal park Noord-Pindos.
Het nationaal park Noord-Pindos omvat de streek Zagori, Konitsa en Metsovo en het westelijke deel van Grevena. In het park ligt de op een na hoogste berg van Griekenland (Smolikas, 2637 m) en de gebergten van Tymfi, Lygkos, Vasilitsa en Mitsikeli. Binnen de grenzen van het park ontspringen verschillende rivieren: Voidomatis, Aoös, Venetikos, Bardas en Zagoritikos.
Het park is bekend om zijn kloven en ravijnen; de bekendste zijn de Vikoskloof en de Aoöscanyon (in het voormalige nationaal park Vikos-Aoos).
In het park komen meer dan 1800 bloemen- en plantensoorten voor. Verder leven er 60 soorten zoogdieren, waaronder een populatie Europese bruine beer, lynx, wilde kat, wolf, otter, gems en ree. Van de ruim 180 vogelsoorten zijn de aasgier, de visarend en de steenarend de opvallendste. Ook komen in het park 30 reptielensoorten, 14 amifibieënsoorten en 17 soorten vis voor.
De Epirus Trail en de Pindus Trail lopen door het gebergte.

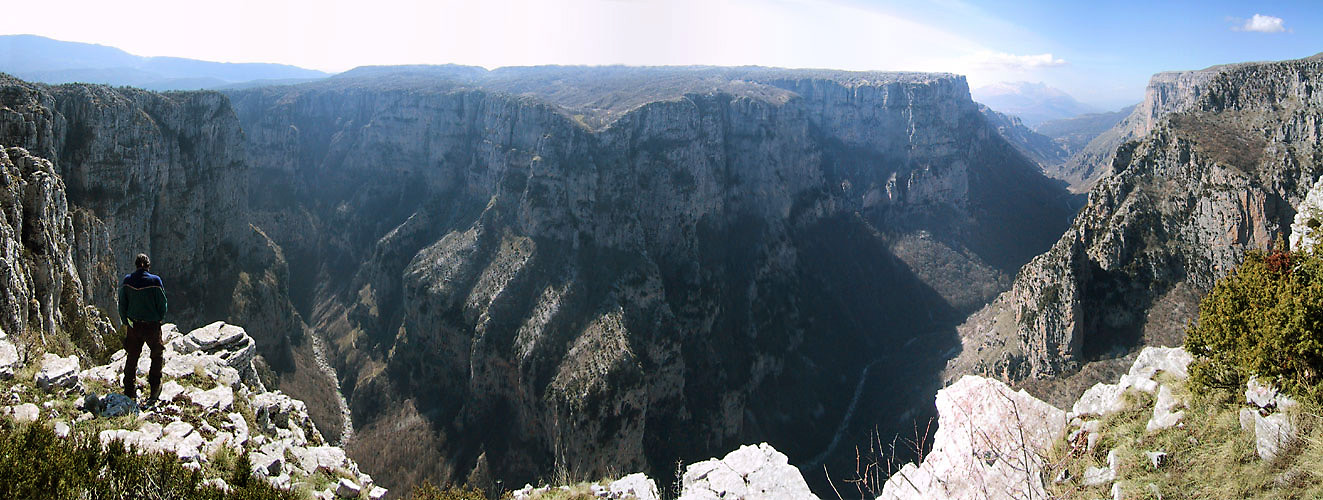
Vikoskloof, nationaal park Noord-Pindos